# Сањаћу те, сањај ме
Сањаћу те, сањај ме је шести студијски албум Снежане Савић, објављен 1989. године у издању ПГП РТБ.

## Песме на албуму
| Бр. | Песма                    | Музика               | Текст            | Аранжман             |
| --- | ------------------------ | -------------------- | ---------------- | -------------------- |
| 1.  | Зашто те толико волим    | Предраг Неговановић  | Радмила Мудринић | Томица Миљић         |
| 2.  | Шалим се                 | Предраг Неговановић  | Радмила Мудринић | Томица Миљић         |
| 3.  | Сањаћу те, сањај ме      | Милован Филиповић    | Радмила Мудринић | Милован Филиповић    |
| 4.  | Не чекам те више, мили   | Радослав Граић       | Радмила Мудринић | Радослав Граић       |
| 5.  | Топим се                 | Александар Сања Илић | Радмила Мудринић | Александар Сања Илић |
| 6.  | Отишла бих ја од тебе    | Предраг Неговановић  | Радмила Мудринић | Томица Миљић         |
| 7.  | Умрећу од помисли        | Милован Филиповић    | Радмила Мудринић | Милован Филиповић    |
| 8.  | Свађамо се               | Радослав Граић       | Радмила Мудринић | Радослав Граић       |
| 9.  | Срели смо се једног маја | Предраг Неговановић  | Радмила Мудринић | Томица Миљић         |
| 10. | Пустите ме               | Предраг Неговановић  | Радмила Мудринић | Томица Миљић         |